# Evippa solanensis
Evippa solanensis là một loài nhện trong họ Lycosidae.
Loài này thuộc chi Evippa. Evippa solanensis được Benoy Krishna Tikader & A. Malhotra miêu tả năm 1980.